# Aton Impulse Viking 2992
L'Aton Impulse Viking 2992 è un fuoristrada anfibio realizzato dalla Aton nel 2014.

## Sviluppo
Il mezzo si presenta come un grande fuoristrada dotato di capacità anfibie da impiegare in terreni molto disagevoli.

## Tecnica
Come propulsore veniva impiegato un VAZ-2130 1.7 dalla potenza di 82 cv derivato dalla Lada Niva. Ciò gli permetteva una velocità massima di 60 km/h sulla terraferma e di 15 km/h in acqua. L'altezza del veicolo, il quale poteva affrontare pendenze fino ad un massimo di 42°, poteva essere impostata tramite un sistema elettronico per la gestione della pressione degli pneumatici e dell'altezza delle sospensioni. All'interno vi era posto per sette persone .